# Long Voyage vers la nuit (film)
Pour la pièce de théâtre originale, voir Le Long Voyage vers la nuit.
Pour plus de détails, voir Fiche technique et Distribution.

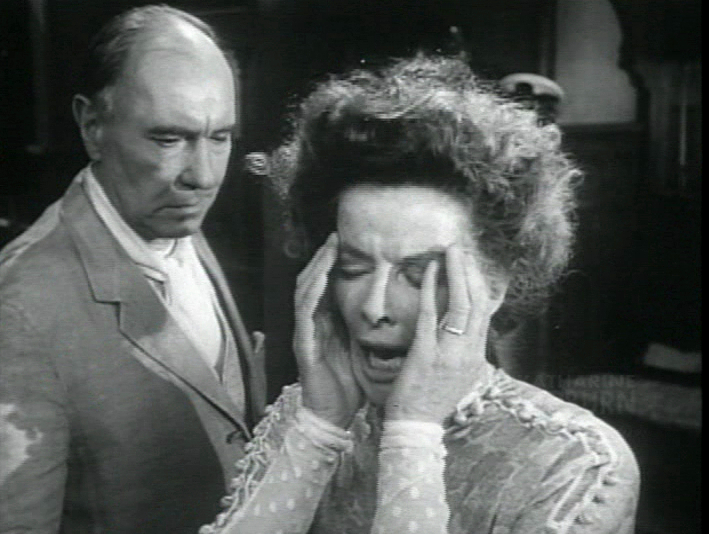
Ralph Richardson et Katharine Hepburn

Long Voyage dans la nuit (Long Day's Journey Into Night) est un film américain réalisé par Sidney Lumet et sorti en 1962.
Le film est basé sur la pièce de théâtre Le Long Voyage vers la nuit, largement autobiographique, écrite par Eugene O'Neill en 1941. Aucun scénariste n'a été engagé pour le film, le scénario étant une transposition directe de la pièce.

## Synopsis
L'action se déroule pendant une journée du mois d’août 1912 dans la maison d’été de James Tyrone, un acteur de théâtre vieillissant et assez à l’aise financièrement. Chaque membre de la famille Tyrone est aux prises avec une situation difficile : James accepte mal de voir sa carrière décliner. Son épouse, Mary, est une morphinomane qui sort d’une cure de désintoxication. Leur premier fils, James Jr, est aussi un acteur qui ne parvient pas à bâtir une carrière. Edmund, le second fils, est un marin qui souffre peut-être de tuberculose.

## Fiche technique
Sauf indication contraire, les informations mentionnées dans cette section peuvent être confirmées par la base de données cinématographiques IMDb,  présente dans la section « Liens externes ».
- Titre français : Long Voyage dans la nuit
- Titre original : Long Day's Journey Into Night
- Réalisation : Sidney Lumet
- Scénario : transposition directe de la pièce Le Long Voyage vers la nuit d'Eugene O'Neill
- Musique : André Previn
- Photographie : Boris Kaufman
- Montage : Ralph Rosenblum
- Décors : Richard Sylbert et Gene Callahan
- Costumes : Sophie Devine (créditée Motley)
- Production : Ely A. Landau

Producteurs délégués : Jack J. Dreyfus Jr. et Joseph E. Levine
- Pays de production :  États-Unis
- Format : noir et blanc - son monophonique
- Genre : drame
- Durée : 174 minutes
- Dates de sortie :
  - France : mai 1962 (festival de Cannes)
  - États-Unis : 9 octobre 1962 (New York)

## Distribution
- Katharine Hepburn : Mary Tyrone
- Ralph Richardson : James Tyrone
- Jason Robards : James « Jamie » Tyrone Jr.
- Dean Stockwell : Edmund Tyrone
- Jeanne Barr : Cathleen

## Production
Le tournage a lieu dans les Chelsea Studios (en) à Manhattan ainsi que sur City Island pour quelques extérieurs .

## Distinctions
- Prix d'interprétation collectif au Festival de Cannes 1962 pour Dean Stockwell, Jason Robards, Ralph Richardson et Katharine Hepburn

## Article annexe
- Psychotrope au cinéma et à la télévision